# Reprezentacja Azerbejdżanu w koszykówce kobiet
Reprezentacja Azerbejdżanu w koszykówce kobiet - drużyna, która reprezentuje Azerbejdżan w koszykówce kobiet. Za jej funkcjonowanie odpowiedzialny jest Azerski Związek Koszykówki.